# 天主教烏羅米教區
天主教烏羅米教區 （拉丁語：Dioecesis Uromiensis）是尼日利亞一個羅馬天主教教區，屬貝寧城總教區。
教區成立於2005年12月14日，包括埃多州東南部共五區。2010年有教友119,738人（佔轄區人口14.5%）、十九個堂區、五十一名司鐸。現任教區主教為多纳图斯•埃赫米奥辛•奥冈。

## 歷任教長
1. 奧斯定‧奧比奧拉‧阿庫貝澤（2005年12月14日—2011年3月18日升任貝寧城總主教）
2. 多纳图斯•埃赫米奥辛•奥冈（2014年11月6日——）